# Julius Sturm
Julius Carl Reinhold Sturm, född den 21 juli 1816 i Köstritz i Reuss, död där den 2 maj 1896, var en tysk skald.
Sturm  var under tre år lärare för arvprinsen Henrik XIV av Reuss och därefter, 1857-85, pastor i Köstritz med titeln geheimekyrkoråd. 
Sturms lyrik utmärks av en innerlig religiositet och nationellt sinnelag samt av en enkel och vacker form. 
Han utgav Gedichte (1850; 6:e upplagan 1891), Fromme Lieder (1852; 12:e upplagan 1893), Gott grüsse dich (1876; 4:e upplagan 1892) med flera samlingar.